# Sepp Maier
Josef Dieter «Sepp» Maier (Metten, Alemania, 28 de febrero de 1944) es un exfutbolista alemán. Jugaba en la posición de guardameta y realizó toda su carrera en el F. C. Bayern de Múnich de la Bundesliga alemana. 
Es uno de los pocos jugadores que ha ganado todos los títulos posibles, tanto a nivel de selección como a nivel de clubes. Es considerado uno de los mejores porteros de la historia de la selección alemana y del deporte. En 2004 fue incluido por Pelé en la lista FIFA 100.

## Trayectoria
Desde muy pronto empezó a jugar en el Bayern de Múnich, aunque en su infancia había jugado en el club local TSV Haar. Durante diez años, de 1966 a 1977, fue considerado el mejor portero, dándose a conocer con el apodo de "El gato". En la década de los 70 fue galardonado en tres ocasiones con el premio de Jugador Alemán del Año, normalmente otorgado a centrocampistas y delanteros.
En 1979, debido a un accidente automovilístico, se vio obligado a retirarse, y después de eso ocupó el puesto de entrenador de porteros del equipo bávaro.

## Selección nacional

### Como jugador

#### Participaciones en Copas del Mundo
| Mundial              | Sede                | Resultado    |
| -------------------- | ------------------- | ------------ |
| Copa Mundial de 1966 | Inglaterra          | Subcampeón   |
| Copa Mundial de 1970 | México              | Tercer lugar |
| Copa Mundial de 1974 | Alemania Occidental | Campeón      |
| Copa Mundial de 1978 | Argentina           | Segunda fase |

#### Participaciones en Eurocopas como jugador
| Eurocopa      | Sede       | Resultado  |
| ------------- | ---------- | ---------- |
| Eurocopa 1972 | Bélgica    | Campeón    |
| Eurocopa 1976 | Yugoslavia | Subcampeón |

## Club
| Club         | País                | Año       |
| ------------ | ------------------- | --------- |
| F. C. Bayern | Alemania Occidental | 1966-1979 |

## Palmarés

### Como jugador

#### Campeonatos nacionales
| Título           | Club          | País                | Año  |
| ---------------- | ------------- | ------------------- | ---- |
| Copa de Alemania | Bayern Múnich | Alemania Occidental | 1966 |
| Copa de Alemania | Bayern Múnich | Alemania Occidental | 1967 |
| Bundesliga       | Bayern Múnich | Alemania Occidental | 1969 |
| Copa de Alemania | Bayern Múnich | Alemania Occidental | 1969 |
| Copa de Alemania | Bayern Múnich | Alemania Occidental | 1971 |
| Bundesliga       | Bayern Múnich | Alemania Occidental | 1972 |
| Bundesliga       | Bayern Múnich | Alemania Occidental | 1973 |
| Bundesliga       | Bayern Múnich | Alemania Occidental | 1974 |

#### Copas internacionales
| Título                | Club                  | Sede                | Año  |
| --------------------- | --------------------- | ------------------- | ---- |
| Recopa de Europa      | Bayern Múnich         | Núremberg           | 1967 |
| Eurocopa              | Selección de Alemania | Bélgica             | 1972 |
| Copa Mundial          | Selección de Alemania | Alemania Occidental | 1974 |
| Liga de Campeones     | Bayern Múnich         | Múnich              | 1974 |
| Liga de Campeones     | Bayern Múnich         | París               | 1975 |
| Liga de Campeones     | Bayern Múnich         | Glasgow             | 1976 |
| Copa Intercontinental | Bayern Múnich         | Belo Horizonte      | 1976 |

(*) Incluyendo la selección

#### Distinciones individuales
| Distinción                                                     | Año                    |
| -------------------------------------------------------------- | ---------------------- |
| XI Ideal de la Bundesliga                                      | 1966, 1970, 1974, 1975 |
| Portero del Año en la Bundesliga                               | 1966, 1970, 1974, 1975 |
| Equipo All-Star de la Copa Mundial                             | 1974                   |
| Guante de Oro de la Copa Mundial                               | 1974                   |
| Futbolista alemán del año                                      | 1975, 1977, 1978       |
| El Mejor Guardameta Alemán del siglo XX                        | 1978                   |
| World Soccer: Los 100 mejores futbolistas de todos los tiempos | 1999                   |
| FIFA 100                                                       | 2004                   |
| XI Histórico del Bayern Múnich                                 | 2005                   |
| Miembro del Salón de la Fama del Deporte Alemán                | 2014                   |
| One Club Man                                                   | 2017                   |

### Como entrenador de arqueros

#### Campeonatos nacionales
| Título           | Club          | País     | Año  |
| ---------------- | ------------- | -------- | ---- |
| Bundesliga       | Bayern Múnich | Alemania | 1997 |
| Copa de Alemania | Bayern Múnich | Alemania | 1998 |
| Bundesliga       | Bayern Múnich | Alemania | 1999 |
| Copa de Alemania | Bayern Múnich | Alemania | 2000 |
| Bundesliga       | Bayern Múnich | Alemania | 2001 |
| Bundesliga       | Bayern Múnich | Alemania | 2003 |
| Copa de Alemania | Bayern Múnich | Alemania | 2003 |
| Bundesliga       | Bayern Múnich | Alemania | 2005 |
| Copa de Alemania | Bayern Múnich | Alemania | 2005 |

#### Copas internacionales
| Título            | Club          | Sede    | Año  |
| ----------------- | ------------- | ------- | ---- |
| Copa de la UEFA   | Bayern Múnich | Burdeos | 1996 |
| Liga de Campeones | Bayern Múnich | Milán   | 2001 |